# Hong Kong Open 2012
Het Hong Kong Open 2012 - officieel het UBS Hong Kong Open 2012 - was een golftoernooi, dat liep van 15 tot en met 18 november 2012 en werd gespeeld op de Hong Kong Golf Club in Fanling. Het toernooi maakte deel uit van de Aziatische PGA Tour 2012 en de Europese PGA Tour 2012, het voorlaatste toernooi van het seizoen voordat het Dubai Wereldkampioenschap plaatsvond.
Titelverdediger was Rory McIlroy en het prijzengeld bedroeg $ 2.000.000, waarvan de winnaar € 260.638 kreeg.
Tegelijk met dit toernooi werd het Zuid-Afrikaans Open 2012 gespeeld, dat ook voor de Europese Tour meetelt. Na deze week wordt alleen nog het World Tour Championship gespeeld, dus deze week is de laatste kans voor de spelers om in de top-119 van de Race To Dubai te eindigden en hun speelrecht voor 2013 veilig te stellen.

## Verslag
De par van de baan is 70.

#### Ronde 1
De eerste ronde produceerde een opmerkelijke leider, Javier Colomo kwalificeerde zich voor dit toernooi via zijn ranking op de Aziatische Tour, want in Europa ging hij de laatste vier jaren bergafwaarts. Hij maakte in deze eerste ronde een score van -6.

#### Ronde 2
De tweede ronde produceerde ook een opmerkelijke leider. Michael Campbell won in 2005 het US Open en daarna werd het stil. In 2006 en 2007 haalde hij slechts twee cuts en viel hij zelfs buiten de top-1000 van de wereldranglijst. Een ronde van 64 bracht hem in Hong Kong naar de tweede plaats, net voor Miguel Jiménez en Lian-wei Zhang, die al 48 en 47 jaar zijn en zich op de Europese Senior Tour verheugen.
In Dubai spelen alleen de top-60 van de Race To Dubai. Peter Lawrie staat nu op nummer 60, ongeveer €1,500 boven David Howell, die op nummer 61 staat. Beiden haalden de cut.

#### Ronde 3
Michael Campbell kreeg Miguel Ángel Jiménez naast zich aan de leiding. Matteo Manassero, de enige teenager op de Tour die al drie overwinningen op zijn naam heeft staan, maakte ook een ronde van 64 en steeg naar de derde plaats.

#### Ronde 4
Jiménez speelde ook de laatste ronde goed, hij maakte vijf birdies in de eerste tien holes en speelde de resterende holes in par. Voor hem speelde Andersson Hed, die tot op de laatste hole nog met een birdie een play-off kon afdwingen maar dat lukte hem niet. Een mooie overwinning voor de 48-jarige routinier, die nu de oudste winnaar op de Europese Tour is. Het record stond sinds 2001 op naam van Des Smyth.
Beste Chinees bleef Lian-wei Zhang, die door een slechte laatste ronde naar de 15de plaats afzakte.
| Naam                  | R1 | R1 | Nr  | R2 | R2  | R2 | Nr  | R3 | R3  | R3  | Nr  | R4 | R4  | R4  | Nr  |
| --------------------- | -- | -- | --- | -- | --- | -- | --- | -- | --- | --- | --- | -- | --- | --- | --- |
| Miguel Ángel Jiménez  | 65 | -5 | T2  | 67 | -3  | -8 | T2  | 68 | -2  | -10 | T1  | 65 | -5  | -15 | 1   |
| Fredrik Andersson Hed | 66 | -4 | T4  | 66 | -4  | -8 | T2  | 70 | par | -8  | T5  | 64 | -6  | -14 | 2   |
| Matteo Manassero      | 67 | -3 | T9  | 70 | par | -3 | T12 | 64 | -6  | -9  | T3  | 68 | -2  | -11 | T4  |
| Michael Campbell      | 67 | -3 | T9  | 64 | -6  | -9 | 1   | 69 | -1  | -10 | T1  | 72 | +2  | -8  | T8  |
| Anders Hansen         | 69 | -1 | T28 | 64 | -6  | -7 | 5   | 70 | par | -7  | T6  | 70 | par | -7  | T10 |
| Chris Wood            | 72 | +2 | T65 | 70 | par | +2 | T59 | 68 | -2  | par | T44 | 63 | -7  | -7  | T10 |
| Lian-wei Zhang        | 66 | -4 | T4  | 66 | -4  | -8 | T2  | 69 | -1  | -9  | T3  | 73 | +3  | -6  | T15 |
| Javier Colomo         | 64 | -6 | 1   | 71 | +1  | -5 | T9  | 72 | +2  | -3  | T21 | 73 | +3  | par | T47 |
| Guido van der Valk    | 71 | +1 | T54 | 74 | +4  | +5 | MC  |    |     |     |     |    |     |     |     |

| Leider |  | Toernooirecord |  | MC = missed cut = cut gemist |

## Spelers
| - Felipe Aguilar - Fredrik Andersson Hed - Kiradech Aphibarnrat - Seuk-hyun Baek - Ross Bain - Scott Barr - Darren Beck - Gaganjeet Bhullar - Richard Bland - Adam Blyth - Grégory Bourdy (2009) - Gary Boyd - Kristoffer Broberg - Michael Campbell - Alejandro Cañizares - Paul Casey - Alex Cejka - Yih-shin Chan - Danny Chia - S.S.P. Chowrasia - Wilson Choy - Thitiphunb Chuayprakong - Robert Coles - Javier Colomo - Adilson Da Silva - John Daly - Rhys Davies - Carlos Del Moral - Andrew Dodt - Bradley Dredge - Victor Dubuisson - Simon Dyson - Johan Edfors - Kenneth Ferrie - Richard Finch - Nils Florén | - Mark Foster - Ben Fox - Marcus Fraser - Lorenzo Gagli - Stephen Gallacher - Ignacio Garrido - Jordan Gibb - David Gleeson - Jean-Baptiste Gonnet - Joonas Granberg - Adam Groom - Anders Hansen - Pádraig Harrington (2004) - Grégory Havret - Peter Hedblom - Scott Hend - Berry Henson - David Horsey - David Howell - Mikko Ilonen - Raphaël Jacquelin - Thongchai Jaidee - Scott Jamieson - Miguel Ángel Jiménez (2005, 2008) - Pariya Junhasavasdikul - Anthony Kang - Shiv Kapur - Daisuke Kataoka - Simon Khan - Thanyakorn Krongpha - Gi-whan Kim - Søren Kjeldsen - Jason Knutzon - Jimmy Ko - Matt Kuchar - Rick Kulacz - Chiragh Kumar | - Chih-Bing Lam - José Manuel Lara (2007) - Pablo Larrazábal - Antonio Lascuna - Paul Lawrie - Peter Lawrie - In-Woo Lee - Sung Lee - Thomas Levet - Tom Lewis - Wenchong Liang - Wen-tang Lin (2008) - Wen-teh Lu - Jaakko Mäkitalo - Mardan Mamat - Matteo Manassero - Andrew Marshall - Andrew McGregor - Rory McIlroy (2011) - Prom Meesawat - Joong-kyung Mo - Zaw Moe - Colin Monrgomerie (2006) - James Morrison - Panuwat Muenlek - Christian Nilsson - José María Olazabal (2002) - Wade Ormsby - Juvic Pagunsan - Unho Park - Ben Parker - Andrew Parr - Chinnarat Phadungsil - Panuphol Pittayarat - Phillip Price - Mars Pucay | - Angelo Que - Julien Quesne - Himmat Rai - Jyoti Randhawa - Brett Rumford - Elmer Salvador - SKalle Samooja - Ricardo Santos - Digvijay Singh - Joel Sjöholm - Lee Slattery - Thammanoon Sriroj - James Stewart - Tim Stewart - Scott Strange - Miguel Tabuena - Timothy Tang - Kwanchai Tannin - Namchok Tantipokhakul - Chi-huang Tsai - Niall Turner - Guido van der Valk - Tjaart Van der Walt - Arnod Vongvanij - Anthony Wall - Steve Webster - Oliver Wilson - Thaworn Wiratchant - Woon Man Wong - Chris Wood - Y.E. Yang - Lian-wei Zhang - Matthew Zions Amateurs - Steven Lam - Edward Richardson |